# Latino Orsini
Latino Orsini (* 1411 in Rom; † 11. August 1477 ebenda) war ein italienischer Kardinal der Römischen Kirche. Er gehörte zur mächtigen Adelsfamilie der Orsini, die aus dem Zweig der Bracciano entstammte.

## Kirchliche Laufbahn
Latino Orsini wurde am 10. März 1438 Bischof von Conza in Italien, ein Jahr später Erzbischof von Trani. Papst Nikolaus V. erhob ihn am 4. Dezember 1448 zum Kardinal. 1454 ernannte ihn der Papst zum Erzbischof von Bari. Er nahm am Konklave 1455 teil, das Papst Calixt III. wählte. Nach dessen Tod war er Teilnehmer des Konklaves von 1458, aus dem Pius II. als Papst hervorging. Orsini nahm als Legatus a latere den Eid von Ferdinand von Neapel entgegen und krönte diesen in Barletta. 1463 wurde er Erzpriester der Lateranbasilika. Unter der Regentschaft Pauls II., an dessen Wahl er 1464 teilnahm, wurde Orsini Legat für die Marken. Am 7. Juni 1465 wurde er zum Kardinalbischof von Albano erhoben, am 14. Oktober 1468 wechselte er auf den suburbikarischen Sitz von Frascati. Orsini war Teilnehmer des Konklaves von 1471, das Sixtus IV. zum Papst wählte. Dieser ernannte ihn am 9. August 1471 zum Camerlengo der Römischen Kirche. Von 1472 an war er zudem Erzbischof von Tarent. Im Krieg gegen das Ottomanische Reich war er Oberkommandierender der Flotte.

## Familienbeziehungen
Bevor Latino Orsini die priesterlichen Weihen empfing, war er bereits Vater eines Sohnes, Paulo. Er war ein Onkel des Kardinals Giambattista Orsini.